# Deva (Rumænien)
|  | For alternative betydninger, se Deva (flertydig) |
Deva er en by i Hunedoara distrikt, Transsylvanien, Rumænien. Byen er hovedstad i distriktet og har 53.113(2021) indbyggere.